# Gmina Sakskøbing
Gmina Sakskøbing (duń. Sakskøbing Kommune) była w latach 1970–2006 (włącznie) jedną z gmin w Danii w okręgu Storstrøms Amt. Siedzibą władz gminy było miasto Sakskøbing. Gmina Sakskøbing została utworzona 1 kwietnia 1970 na mocy reformy podziału administracyjnego Danii. Po kolejnej reformie w 2007 r. weszła w skład gminy Guldborgsund.

## Dane liczbowe
- Liczba ludności: (♀ 4689 + ♂ 4610) = 9299
  - wiek 0-6: 6,4%
  - wiek 7-16: 12,5%
  - wiek 17-66: 63,0%
  - wiek 67+: 18,1%
- zagęszczenie ludności: 52,8 osób/km²
- bezrobocie: 5,9% osób w wieku 17-66 lat
- cudzoziemcy z UE, Skandynawii i USA: 105 na 10 000 osób
- cudzoziemcy z krajów Trzeciego Świata: 188 na 10 000 osób
- liczba szkół podstawowych: 5 (liczba klas: 53)